# Rhipsalis russellii
Rhipsalis russellii ist eine Pflanzenart in der Gattung Rhipsalis aus der Familie der Kakteengewächse (Cactaceae). Das Artepitheton russellii ehrt den US-amerikanischen Botaniker Paul George Russell (1889–1963).

## Beschreibung
Rhipsalis russellii wächst epiphytisch oder epilithisch mit aufrechten bis hängenden Trieben, die in dichten Büscheln stehen. Die stark abgeflachten dunkelgrünen Triebe weisen hervorstehende Adern auf. Sie sind bis 15 Zentimeter lang und 5 bis 6 Zentimetern breit. Ihre Ränder sind rötlich purpurfarben, gekerbt und gelappt. Die Areolen sind weißlich.
Die seitlich erscheinenden, cremefarbenen Blüten stehen einzeln oder in Gruppen von bis zu neun je Areole, sind bis 2 Millimeter lang und erreichen einen Durchmesser von  7 Millimetern. Die kugelförmigen Früchte sind orange bis etwas purpurfarben.

## Verbreitung, Systematik und Gefährdung
Rhipsalis russellii ist in den brasilianischen Bundesstaaten Bahia, Minas Gerais und Espírito Santo verbreitet.
Die Erstbeschreibung wurde 1923 durch Nathaniel Lord Britton und Joseph Nelson Rose veröffentlicht.
Rhipsalis russellii wird in der Roten Liste gefährdeter Arten der IUCN als „Vulnerable (VU)“, d. h. gefährdet, eingestuft.

## Nachweise